# Heart TV
Heart TV (estilizado como heartv) foi um canal de televisão de música pop britânico de propriedade da Global como uma extensão da marca da rede de rádio Heart. O canal exibia 24 horas de videoclipes das décadas de 1970, 1980, 1990, 2000 e 2010 (incluindo música romântica e trilhas sonoras de filmes).
Atingiu 927.000 espectadores em média por mês apenas na Sky.

## História
Em 3 de julho de 2012, a Global anunciou o lançamento de um canal de televisão com o mesmo nome de sua rede de rádio, Heart. A emissora foi lançada nas plataformas Sky e Freesat em 11 de outubro de 2012, juntamente a um canal de televisão com o mesmo nome da estação irmã Capital FM. Os canais também foram disponibilizados por meio de aplicativos iOS e Android dedicados, e em seus sites. Ambos os canais reproduziam videoclipes ininterruptos 24 horas por dia, 7 dias por semana e também apresentavam cobertura ao vivo dos principais eventos musicais em todo o Reino Unido. No dia 24 de julho de 2012 foi confirmado que a BSkyB seria responsável pela venda de anúncios em ambos os canais.
Em fevereiro de 2015, a Global foi repreendida pelo regulador de mídia Ofcom após um incidente em outubro de 2014 durante o qual a Heart TV exibiu 72 segundos a mais do que a quantidade permitida de publicidade durante uma hora específica. A Global informou que o incidente ocorreu porque um intervalo comercial foi adiado para o final de uma hora pelo software que controlava sua produção, gerando muito tempo de publicidade para a hora seguinte.
O canal foi removido do Freesat em 10 de outubro de 2018 e da Sky no dia seguinte, junto com a Capital TV, e todas as menções a ele desapareceram do site Heart. O primeiro videoclipe exibido no canal foi My Kind of Love de Emeli Sandé e o último videoclipe foi Locked Out of Heaven de Bruno Mars.